# Renaud de Vilbac
Alphonse Zoé Charles Renaud de Vilbac o Charles-Renaud de Vilbac (Montpellier, Francia, 3 de junio de 1829-Ixelles, Bélgica, 19 de marzo de 1884) fue un prolífico organista y compositor francés.

## Biografía
Ingresó en el Conservatorio Nacional Superior de Música de París a los 13 años para estudiar órgano con François Benoist y composición con Fromental Halévy. Dos años más tarde, en 1844, ganó el segundo Gran Premio de Roma con su cantata Le Renégat de Tanger, basada en un texto del marqués de Pastoret.
De regreso a París tras su estancia en la Villa Médici de Roma, de Vilbac se convirtió en titular del gran órgano Merklin-Schütze de la iglesia de Saint-Eugène-Sainte-Cécile en 1855.
Tocó en los conciertos inaugurales de varios órganos construidos por Joseph Merklin.

## Obras

### Obras líricas
- Au clair de lune, opereta con libreto de Antoine de Léris, en el Théâtre des Bouffes-Parisiens, 1857.
- Don Almanzor, ópera bufa con libreto de Eugène Labat y Louis Ulbach, en el Théâtre-Lyrique, 1858.

### Música de piano
- Minueto de Luis XV, op. 31 para piano
- Ofelia, nocturno
- Pequeña Fantasía sobre la melodía de Tissot
- Lili-Polka
- Muñequita querida, vals
- Caricias de niño, mazurca
- Eco del desierto, ensoñación árabe
- Sonido de cornetas, marcha militar
- Capricho de Estiria
- Fior di speranza, romance sin palabras
- Escuela completa y progresiva del piano, en 7 volúmenes, París: Choudens, (c. 1871)
- Los arabescos, op. 32 para piano, París: Heugel (1871)
- La nieve, mazurca rusa para piano, París: Léon Grus (c. 1871)
- Échos de l'Enfance, 12 bocetos musicales para piano, París: Enoch (c. 1877)
- 1ª Polonesa para piano, París: Enoch, (c. 1877)
- Segundo Estirio para piano, París: Enoch, 1879
- Fantasía sobre 'I Capuleti e i Montecchi' de Bellini'', para piano, Braunschweig: Litolff
- Fantasía sobre 'Norma' de Bellini, para piano, Braunschweig: Litolff
- Potpourri sobre Coppélia (ballet de Léo Delibes), para piano a 4 manos, Berlín: A. Fürstner, s.d.
- Bellezas de Coppélia (ballet de Léo Delibes), 2 suites para piano a 4 manos (c. 1885)
- Ramo de melodías en 'La Mascotte', ópera cómica de Edmond Audran, 2 suites para piano a 4 manos (c. 1881.)

### Música para órgano y armonio
- Perles de l’Harmonium, 80 transcripciones de piezas clásicas, Braunschweig: Litolff (v. 1875)
- L’Orgue moderne, doce piezas aplicables a armonios, órganos pequeños y grandes, en 2 series, Paris : Heugel (c. 1868).
- L’Organiste Catholique, en 3 vol., Londres, Boston, Nueva York, Milán y París: Litolff.
  - Vol. 1 : 12 Ofertorios, 12 Elevaciones o Comuniones y 12 Salidas.
  - Vol. 2 : Antífonas, Versos, Marchas, Procesiones, Preludios.
  - Vol. 3 : 12 Ofertorios originales para las principales fiestas del año.
- L’Instituteur organiste (entradas, salidas, preludios, ofrendas, elevaciones, comuniones, antífonas y versos para el oficio de Misa y Vísperas.[3]
- Méthode d’harmonium, suivie d’études progressives.[3]
- La Maîtrise catholique, motets d’après les grands maîtres avec accompagnement d’orgue ou d’harmonium. 
  - Vol. 1 : 20 motetes a una voz.
  - Vol. 2 : 20 motetes a 2 o 3 voces iguales.
  - Vol. 3 : 20 motetes a 1, 2 o 3 voces.[3]